# سكايفول
سكايفول (بالإنجليزية: Skyfall)‏ هو الفيلم الثالث والعشرون لسلسلة أفلام جيمس بوند. من بطولة دانيال كريغ بدور جيمس بوند وخافيير باردم بدور راؤول سلفا، ومن إخراج سام مينديز وكتابة كل من نيل بورفيس وروبرت ويد وجون لوغان. عرض الفيلم في المملكة المتحدة في 26 أكتوبر 2012 و8 نوفمبر 2012 في الولايات المتحدة، وهو أول فيلم من سلسلة جيمس بوند يعرض في صالات الآيماكس، تزامن صدور الفيلم مع الذكرى الخمسين لسلسلة أفلام بوند، والتي بدأت بفيلم دكتور نو في 1962. تلقى الفيلم إشادة إيجابية من النقاد وحقق نجاحاً منقطع النظير في شباك التذاكر محققا أكثر من مليار دولار ليصبح أعلى الأفلام دخلاً على الأطلاق في المملكة المتحدة وأعلى أفلام جيمس بوند دخلاً أيضاً وثالث أفضل الأفلام دخلاً خلال سنة 2012. ويحتل حالياً المرتبة الـ 7 في قائمة (أعلى الأفلام دخلاً في التاريخ).

## القصة
يذهب جيمس بوند في مغامرته الأخيرة إلى إسطنبول ليستعيد قرص مضغوط يحتوى على أسماء وعناوين حقيقية لبعض عملاء الناتو ولسوء الحظ يصاب بطلق ناري أثناء وجوده فوق أحد القطارات، ولكنه ينجو ويعيش على إحدى الجزر النائية في البحر المتوسط ويحدث هجوم غير متوقع على «جهاز الاستخبارات البريطاني» يموت على أثره ستة عملاء، بعد ذلك يقوم لص اليكترونى (هاكر) باستخدام المعلومات التي حصل عليها بتزيل العملاء على موقع اليوتيوب يخرج جيمس بوند من تقاعده ليذهب في مطاردة مع القاهر مما يؤدى به إلى السفر إلى كل من شنغهاي وجزر ماكاو واليابان ثم العودة إلى لندن 

## الشخصيات الرئيسية
- دانيال كريغ بدور (جيمس بوند)
- خافيير باردم بدور (راؤول سيلفا)[9]
- رالف فاينس بدور (غاريث مالوري)
- جودي دينش بدور (إم "M")
- نعومي هاريس بدور (ميس مونيبيني)
- برنيس مارلو بدور (سيفيرين)
- ألبرت فيني بدور كينكيد gamekeeper من ملكية سكاي فول
- بن ويشا بدور كيو، مسؤول الإمداد في MI6
- روري كينير بدور Bill Tanner, M's chief of staff[10]
- أولا رابيس بدور باتريس، مرتزق تحت قيادة سيلفا
- هيلين ماكروري بدور Clair Dowar MP

## الموسيقى التصويرية
توماس نيومان الذي عمل سابقاً مع المخرج في أفلام مثل الجمال الأمريكي والطريق الثوري حل محل المؤلف الموسيقي السابق للفلمين السابقين ديفيد ارنولد، فيصبح بذلك المؤلف الموسيقي التاسع لسلسلة أفلام جيمس بوند. في أكتوبر 2012 اكدت المغنية البريطانية أديل بأنها قد كتبت وسجلت الأغنية الرئيسية للفيلم، وصدرت الأغنية في 5 أكتوبر.

## الاستقبال النقدي وشباك التذاكر
حظي الفيلم باستقبال نقدي ممتاز من النقاد والمعجبين على حد سواء، فحصل على 91% من موقع روتن توميتوز وحصل على معدل 81% على موقع ميتاكريتيك.

## الإيرادات
حصد الفيلم على أكثر من 80 مليون دولار في الأيام الأولى من عرضه حول العالم باستثناء الولايات المتحدة الأمريكية. جمع سكايفول 30.8 مليون دولار في أول يوم عند عرضه في الولايات المتحدة و87.8 مليون دولار في أسبوعه الافتتاحي، وهي أكبر افتتاحية في تاريخ أفلام جيمس بوند.

## الترشيح والجوائز
رُشح الفيلم لخمس جوائز اوسكار عن الفئات التالية:
- أفضل موسيقى تصويرية: توماس نيومان
- أفضل أغنية أصلية: أديل وبول إبوورث (فاز بها)
- أفضل تصوير سينمائي: روجر ديكنز
- أفضل مونتاج صوتي (فاز بها)
- أفضل خلط أصوات

## وصلات خارجية
- سكايفول على موقع IMDb (الإنجليزية)
- سكايفول على موقع ميتاكريتيك (الإنجليزية)
- سكايفول على موقع الموسوعة البريطانية (الإنجليزية)
- سكايفول على موقع روتن توميتوز (الإنجليزية)
- سكايفول على موقع نتفليكس (الإنجليزية)
- سكايفول على موقع قاعدة بيانات الأفلام العربية
- سكايفول على موقع ألو سيني (الفرنسية)
- سكايفول على موقع Turner Classic Movies (الإنجليزية)
- سكايفول على موقع أول موفي (الإنجليزية)
- سكايفول على موقع بوكس أوفيس موجو (الإنجليزية)
- الموقع الرسمي